# Мюллер, Карл фон
Карл Фридрих Макс фон Мюллер (нем. Karl Friedrich Max von Müller) (16 июня 1873 — 11 марта 1923) — капитан знаменитого германского рейдера, лёгкого крейсера «Эмден» во время Первой мировой войны.

## Ранние годы и карьера
Карл фон Мюллер родился в Ганновере в семье полковника прусской армии. После учёбы в гимназии в Ганновере и Киле он поступил в военную академию в Плёне, Шлезвиг-Гольштейн, но в 1891 году перевёлся в императорский флот. Мюллер служил на учебном корабле «Штош», затем на фрегате «Гнайзенау» участвовал в походе в Америку. В октябре 1894 в звании лейтенанта он получил должность связиста на броненосце «Баден», а затем на однотипном корабле «Саксония».
Мюллер был повышен в звании до оберлейтенанта цур зее и направлен на канонерскую лодку «Швальбе». Во время размещения «Швальбе» в Германской Восточной Африке он заразился малярией, от которой страдал всю оставшуюся жизнь. После возвращения в Германию в 1900 году он служил на берегу, пока не стал вторым артиллерийским офицером на линкоре-броненосце «Кайзер Вильгельм». Назначение в штаб адмирала принца Генриха Прусского стало большой удачей в его карьере. В декабре 1908 года, получив высокие оценки от своего начальства, Мюллер был повышен до корветтен-капитана и назначен в Адмиралтейство в Берлине, где он произвёл впечатление на гросс-адмирала Альфреда фон Тирпица.

## Командование
В награду весной 1913 года Мюллер получил под своё командование крейсер «Эмден». Вскоре он получил известность в газетах Германии и других держав за инициативу и умение, проявленные при обстреле мятежных фортов на реке Янцзы в Нанкине. Он был награждён орденом Короны 3-го класса с мечами.
В начале Первой мировой войны «Эмден» стоял на якоре на немецкой базе в Циндао. 31 июля 1914 года он отправился в поход. 4 августа «Эмден» захватил русский почтовый пароход «Рязань», первый приз Императорского флота в этой войне. Затем «Эмден» встретился с Германской Восточно-Азиатской крейсерской эскадрой адмирала графа Максимилиана фон Шпее на Марианских островах.
Именно Мюллер на совещании на острове Паган предложил выделить один лёгкий крейсер эскадры для проведения рейдов на торговых путях союзников в Индийском океане, в то время как остальные корабли эскадры фон Шпее продолжат путь через Тихий океан. Это назначение получили капитан фон Мюллер и «Эмден».
В последующие 12 недель «Эмден» и Мюллер получил репутацию храбрости и рыцарственности, не достигнутую ни одним германским кораблём или капитаном. Мюллер был чрезвычайно щепетилен, избегая ущерба нейтралам и жертв среди гражданских лиц. Несмотря на захват четырнадцати призов, единственными гражданским жертвами «Эмдена» стали 5 моряков, погибших при бомбардировке Мадраса (Индия), хотя Мюллером были приняты меры предосторожности, чтобы линия огня не пересекла жилые районы города. Во время дерзкого рейда  на Пенанг «Эмден» также потопил русский крейсер «Жемчуг» и французский миноносец «Мушкет». Тридцать шесть выживших французских моряков с «Мушкета» были спасены «Эмденом», и когда три из них скончались от полученных ран, они были похоронены в море с полными воинскими почестями. Оставшиеся французы были переданы на британский пароход «Ньюбёрн», который, будучи остановлен, но не атакован германским кораблём, и отвёз их в Сабанг на Суматре в нейтральной Голландской Ост-Индии.

## Поражение и плен
Когда 8 ноября 1914 года «Эмден» отправил десантную партию на берег, чтобы уничтожить радиостанцию в Порт Рефьюдж на Кокосовых островах, он, наконец, был загнан в угол австралийским лёгким крейсером «Сидней» и потерпел поражение благодаря преимуществу последнего в дальности стрельбы. Мюллер и остальные выжившие члены его команды были взяты в плен и доставлены на Мальту. Отряду, находившемуся на берегу, удалось скрыться и добраться до Германии под руководством старшего помощника «Эмдена» Гельмута фон Мюкке. 8 октября 1916 года, через два дня после возобновления Германией неограниченной подводной войны, Мюллер был отделён от остальных пленников с «Эмдена» и отправлен в Англию, где был интернирован в лагере для пленных немецких офицеров в Сельскохозяйственном и молочном колледже Мидленд (в настоящее время кампус Саттон-Бонингтон Ноттингемского университета). В 1917 году Мюллер возглавил побег 21 пленного через туннель, но был пойман. Английский климат плохо сказывался на его малярии, поэтому, в конце концов, Мюллер был отправлен на лечение в Нидерланды. В октябре 1918 года он был репатриирован в Германию.

## Последние годы
Несмотря на возражения со стороны главы Германского Военно-Морского кабинета, Мюллер был награждён орденом «Pour le Mérite» и произведён в капитаны цур зее (1 октября 1918 года). В начале 1919 года он вышел в отставку по причине плохого здоровья и поселился в Бланкенбурге. Он вежливо отказывался написать книгу о своей службе и подвигах. Мюллер был избран в местный парламент Брауншвейга от Германской национальной партии и отстаивал антиклассовую позицию. Карл фон Мюллер неожиданно скончался, вероятнее всего, ослабленный частыми приступами малярии, 11 марта 1923 года.

## Награды
- Орден Красного орла 4-го класса с короной (Королевство Пруссия)
- Орден Короны 3-го класса с мечами (1913) (Королевство Пруссия)
- Железный крест (1914) 2-го и 1-го класса (Королевство Пруссия)
- Крест «За выслугу лет» (за 25 лет беспорочной службы) (Королевство Пруссия)
- Орден «Pour le Mérite» (19.03.1918) (Королевство Пруссия)
- Орден «За военные заслуги» 3-го класса с мечами (Королевство Бавария)
- Крест Фридриха Августа 2-го и 1-го класса (Великое герцогство Ольденбург)